# Binnen zonder kloppen: Nederlandse immigratiepolitiek en de economische gevolgen
 Binnen zonder kloppen: Nederlandse immigratiepolitiek en de economische gevolgen is een studie van Pieter Lakeman uit 1999 naar louter de economische gevolgen van immigratie voor Nederland. In zijn voorwoord stelt de auteur dat hij als eerste de economische gevolgen van de Nederlandse immigratiepolitiek heeft bestudeerd. Immigratie speelt zich af op het grensvlak van economie en recht. Door het boek heen geeft de auteur wel kostenberekeningen, zonder het totaalcijfer van 70 miljard gulden als een econometrist te kunnen onderbouwen.

## Korte samenvatting
Na de Tweede Wereldoorlog was de Nederlandse overheid ervan overtuigd dat Nederland een emigratieland was. In de troonrede van 1950 verklaart koningin Juliana dan ook dat "Nederland vol, ten dele overvol is". Ten koste van 7 miljard gulden verlieten 500.000 goed gekwalificeerde Nederlanders het land. Immigratie beperkte zich tot het gericht aantrekken van mijnwerkers en de komst van rijksgenoten uit Indonesië en Zuid-Amerika. Nederland was met 10 miljoen inwoners vol.
In de jaren zestig wist een kongsi van werkgevers en linkse intellectuelen de immigratie structureel op de kaart te zetten. Werkgevers probeerden zo de lonen laag te houden. Ongeveer 25% van de gastarbeiders werd gecontracteerd in het land van herkomst, het merendeel meldde zich spontaan aan de fabriekspoort. De overheid hanteerde al die decennia de geruststellende mantra: "Nederland is geen immigratieland"
De latere minister Wil Albeda schreef in op 1 juli 1970 reeds over de vorming van een etnisch subproletariaat. Maar vooral de immigratie van Riffijnen kreeg een eigen dynamiek. Deze kinderrijke analfabete bevolkingsgroep droeg aan de Marokkaanse overheid jaarlijks 7% van hun uitkeringen af. Maar analfabeet betekende niet dat ze dom waren en toen het kabinet Den Uyl restrictieve maatregelen tegen immigratie ging nemen, verhuisden ze massaal hun familie naar Nederland.
Hoewel in het begin van de jaren zestig de overheid statistieken vervalste, om aan te tonen dat de werkeloosheid onder gastarbeiders lager was dan gemiddeld, werd al snel duidelijk dat de waarheid heel anders lag. Medio jaren 80 was 40% van de gastarbeiders werkeloos en 20% arbeidsongeschikt. Het was nu eenmaal moeilijk om analfabeten om te scholen.
Later in het boek komt ook de asielzoekersindustrie ter sprake. Ook hier lopen de kosten hoog op, maar die worden door de voorstanders ideologisch ingekleurd.  De auteur komt tot zijn slotconclusie dat de immigratiepolitiek van Nederland, onder de mantra dat Nederland geen immigratieland was, de Nederlandse armen armer heeft gemaakt en de rijken rijker. Verder zijn er tientallen miljarden guldens uitgegeven aan asielzoekers, die nauwelijks meer konden worden beschouwd als echte vluchtelingen.